# Віннетун (Небраска)
Віннетун (англ. Winnetoon) — селище (англ. village) в США, в окрузі Нокс штату Небраска. Населення — 54 особи (2020).

## Географія
Віннетун розташований за координатами 42°30′49″ пн. ш. 97°57′36″ зх. д. / 42.51361° пн. ш. 97.96000° зх. д. (42.513528, -97.960137).  За даними Бюро перепису населення США в 2010 році селище мало площу 0,75 км², уся площа — суходіл.

## Демографія
Згідно з переписом 2010 року, у селищі мешкало 68 осіб у 31 домогосподарстві у складі 20 родин. Густота населення становила 91 особа/км².  Було 40 помешкань (53/км²).
Расовий склад населення:
| - 95,6 % — білих - 4,4 % — корінних американців |

До двох чи більше рас належало 0,0 %. Частка іспаномовних становила 0,0 % від усіх жителів.
За віковим діапазоном населення розподілялося таким чином: 17,6 % — особи молодші 18 років, 69,2 % — особи у віці 18—64 років, 13,2 % — особи у віці 65 років та старші. Медіана віку мешканця становила 51,5 року. На 100 осіб жіночої статі у селищі припадало 119,4 чоловіків;  на 100 жінок у віці від 18 років та старших — 124,0 чоловіків також старших 18 років.
Середній дохід на одне домашнє господарство  становив 72 588 доларів США (медіана — 86 000), а середній дохід на одну сім'ю — 82 110 доларів (медіана — 86 000). Медіана доходів становила 44 063 долари для чоловіків та 23 750 доларів для жінок. За межею бідності перебувало 3,3 % осіб, у тому числі 0,0 % дітей у віці до 18 років та 20,0 % осіб у віці 65 років та старших.
Цивільне працевлаштоване населення становило 46 осіб. Основні галузі зайнятості: виробництво — 34,8 %, роздрібна торгівля — 26,1 %, транспорт — 19,6 %, освіта, охорона здоров'я та соціальна допомога — 17,4 %.